# Закруте (село)
Закруте (рос. Закрутое) — село в Куйбишевському районі Калузької області Російської Федерації.
Населення становить 310 осіб. Входить до складу муніципального утворення Село Мокре.

## Історія
Від 2004 року входить до складу муніципального утворення Село Мокре.

## Населення
| 2002 | 2010 |
| ---- | ---- |
| 385  | ↘310 |